# Carline Bouw

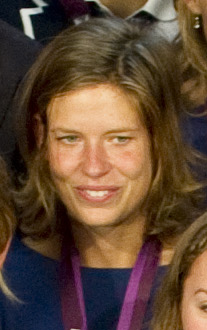
Carline Bouw

Carline Bouw (* 14. Dezember 1984 in Epe) ist eine niederländische Ruderin, die 2012 Olympiadritte im Achter war.

## Sportliche Karriere
Carline Bouw vom Amsterdamer Ruderklub A.A.S.R. Skøll begann 2005 mit dem Rudersport. 2009 trat sie im Ruder-Weltcup in den Bootsklassen Doppelvierer, Vierer ohne Steuerfrau und Achter an und erreichte in allen drei Bootsklassen eine Platzierung unter den besten drei Booten. Bei den Weltmeisterschaften 2009 in Posen erhielt sie mit dem Achter die Bronzemedaille hinter den US-Ruderinnen und den Rumäninnen. Daneben gewannen Chantal Achterberg, Nienke Kingma, Carline Bouw und Femke Dekker, die alle auch im Achter starteten, bei den Weltmeisterschaften 2009 und 2010 den Titel in der nichtolympischen Bootsklasse Vierer ohne Steuerfrau. Die Rumäninnen siegten bei den Europameisterschaften 2010 im Achter vor den Niederländerinnen, bei den Weltmeisterschaften 2010 und 2011 belegte der niederländische Achter den fünften Platz. Bei ihrer ersten Olympiateilnahme gewann Bouw mit dem niederländischen Achter in der Besetzung Jacobine Veenhoven, Nienke Kingma, Chantal Achterberg, Sytske de Groot, Roline Repelaer van Driel, Claudia Belderbos, Carline Bouw, Annemiek de Haan und Steuerfrau Anne Schellekens die Bronzemedaille bei den Olympischen Spielen 2012.
2014 kehrte Carline Bouw nach einem Jahr Pause im niederländischen Doppelvierer zurück und belegte den vierten Platz bei den Europameisterschaften. Bei den Weltmeisterschaften 2014 in Amsterdam erreichte Bouw mit dem Doppelvierer den siebten Platz. 2015 gewannen die Niederländerinnen bei den Europameisterschaften im Doppelvierer die Silbermedaille hinter dem deutschen Boot. Bei den Weltmeisterschaften 2015 siegte der US-Doppelvierer vor dem deutschen Boot und den Niederländerinnen. Nach dem vierten Platz bei den Europameisterschaften 2016 gewannen Achterberg, Nicole Beukers, Inge Janssen und Carline Bouw bei den Olympischen Spielen 2016 die Silbermedaille hinter dem deutschen Doppelvierer.
Nach einem Jahr Pause ruderte Bouw bei den Europameisterschaften 2018 mit dem Achter auf den dritten Platz hinter den Rumäninnen und den Britinnen.